# Micrurus apiatus
Micrurus apiatus — вид отруйних змій родини аспідових (Elapidae). Мешкає в Мексиці і Центральній Америці. Раніше вважався конспецифічним з Micrurus diastema.

## Підвиди
Виділяють чотири підвиди:
- Micrurus apiatus aglaeope (Cope, 1860) — північний захід Гондурасу;
- Micrurus apiatus alienus (Werner, 1903) — північ півострова Юкатан (Юкатан, північний схід Кінтана-Роо);
- Micrurus apiatus apiatus (Jan, 1858) — атлантичні схили на сході Чіапасу, північ Гватемали;
- Micrurus apiatus sapperi (Werner, 1903) — південь півострова Юкатан (Кампече, північ Чіапасу).

## Поширення і екологія
Micrurus apiatus мешкають в Мексиці, Гватемалі, Белізі і Гондурасі. Вони живуть у вологих і сухих тропічних лісах і сосново-дубових лісах, трапляються на плантаціях і поблизу людських поселень.